# The Rolling Stones Rock and Roll Circus
The Rolling Stones Rock and Roll Circus is een film van een bijzonder muziekproject van de Britse band The Rolling Stones.

## Beschrijving
Op 11 december 1968 organiseerden The Rolling Stones een concert in een circustent waar onder andere artiesten als The Who, Taj Mahal, Marianne Faithfull en Jethro Tull optraden. Het hoogtepunt werd gevormd door een optreden van supergroep The Dirty Mac, bestaande uit John Lennon, Yoko Ono, vioolvirtuoos Ivry Gitlis, Mitch Mitchell (drummer van The Jimi Hendrix Experience), Eric Clapton, en Stones-gitarist Keith Richards. Oorspronkelijk zou de concertregistratie uitgezonden worden op de BBC, maar de Stones hielden de release om uiteenlopende redenen tegen. De band was niet tevreden over de eigen inbreng, deels veroorzaakt door de zwaarverslaafde Brian Jones, en deels omdat men zich overstemd voelde door het explosieve optreden van The Who. Pas bijna dertig jaar later, in 1996, gaven de Stones toestemming om de film uit te brengen.
Het project was grotendeels een idee van Stones-zanger Mick Jagger die naar nieuwe manieren zocht om het publiek te bereiken. Samen met de producer Michael Lindsay-Hogg werkte Jagger het idee van de circusshow verder uit. De Stones en hun gasten traden op in de replica van een oude tent met vrienden en kennissen als publiek. Om 2 uur 's middags startten de opnames, maar door de vele podiumwissels en technische problemen, duurden de opnames tot 5 uur de volgende ochtend. Naast de optredens treden verschillende bandleden tijdens de ingelaste pauzes op als circusartiesten.
De opnames werden afgesloten met het Stonesnummer Salt of the Earth, dat samen met het publiek gezongen werd. Tevens was dit het laatste publieke optreden van Stones-gitarist Brian Jones, die een half jaar later onder nog steeds mysterieuze omstandigheden verdronk in zijn eigen zwembad.

## Nummers
1. Mick Jagger's Introduction of Rock and Roll Circus (0:25)
2. Entry Of The Gladiators (Julius Fucik) - Orchester (0:54)
3. Mick Jagger's Introduction of Jethro Tull (0:11)
4. Song For Jeffrey (Ian Anderson) - Jethro Tull (3:25)
5. Keith Richard's Introduction of The Who (0:07)
6. A Quick One While He's Away (Pete Townshend) - The Who (7:32)
7. Over The Waves (Juventino Rosas) - Orchester (0:45)
8. Ain't That A Lot Of Love (Willia Dean Parker/Homer Banks) - Taj Mahal (3:48)
9. Charlie Watt's Introduction of Marianne Faithfull (0:05)
10. Something Better (Barry Mann/Gerry Goffin) - Marianne Faithfull (2:31)
11. Mick Jagger's and John Lennon's Introduction of The Dirty Mac (1:05)
12. Yer Blues (John Lennon/Paul McCartney) - The Dirty Mac (4:26)
13. Whole Lotta Yoko (Yoko Ono) - Yoko Ono, Ivry Gitlis, The Dirty Mac (4:48)
14. John Lennon's Introduction of The Rolling Stones/Jumpin' Jack Flash (Mick Jagger/Keith Richards) - The Rolling Stones (3:35)
15. Parachute Woman (Jagger/Richards) - The Rolling Stones (2:58)
16. No Expectations (Jagger/Richards) - The Rolling Stones (4:13)
17. You Can't Always Get What You Want (Jagger/Richards) - The Rolling Stones (4:24)
18. Sympathy for the Devil (Jagger/Richards) - The Rolling Stones (8:48)
19. Salt of the Earth (Jagger/Richards) - The Rolling Stones (4:57)

Opmerking: Volgens Bill Wyman's autobiografie speelden de Stones ook "Confessing the Blues", "Route 66" en een alternatieve versie van Sympathy for the Devil met Brian Jones op gitaar.